# غرنيكا (بوينس آيرس)
غرنيكا (بالإسبانية: Guernica, Buenos Aires)‏ هي منطقة سكنية تقع في الأرجنتين في Presidente Perón Partido. يقدر عدد سكانها بـ 52,529 نسمة وترتفع عن سطح البحر 25 متر.

## أعلام
- سيلفيو غونزاليس